# 楊格非淺文理新約譯本
楊格非文理新約，是19世纪在汉口的英国传教士杨格非翻译的浅文言文新约圣经。1855年，楊格非（Griffith John, 1831-1912）受「倫敦傳道會」差派，来到中國。楊能熟練地使用中文，他將新約和部分舊約翻譯成淺文理譯本，1885年出版。

## 译文摘录
下面译文摘自1898年版的约翰福音3:16-18：
盖上帝以独生子赐世、使凡信之者、不至灭亡、而得永生、其爱世如此。上帝遣其子降世、非欲罪世、乃欲使世赖之得救。信者不定罪、不信者已定罪、因不信上帝独生子之名也。